# Mario Müller (Rechtsextremist)
Mario Alexander Müller (* 19. November 1988 in Bremen) ist ein deutscher Rechtsextremist und wissenschaftlicher Mitarbeiter des Bundestagsabgeordneten Jan Wenzel Schmidt. Müller wurde mehrfach als rechtsextremer Gewalttäter verurteilt. Er war Mitglied der Jungen Nationaldemokraten (seit 2018: Junge Nationalisten) und später der führende Kopf der Identitären Bewegung Kontrakultur in Halle (Saale). Bekanntheit erlangte er unter anderem durch seine aktive Teilnahme am Treffen von Rechtsextremisten in Potsdam 2023. Neben Martin Sellner gilt er gar als einer der wichtigsten Vordenker und Aktivisten der Identitären Bewegung.

## Leben
Mario Müller wuchs in Harpstedt (Landkreis Oldenburg) auf. Ab 2007 engagierte er sich im Umfeld der Jungen Nationaldemokraten, der Jugendorganisation der rechtsextremen NPD. Die Wochenzeitung Die Zeit bezeichnete ihn später sogar als „ehemaligen JN-Kader“.
Im März 2010 griff Mario Müller – er war inzwischen Führungskader der „Neonazi-Schlägertruppe“ Aktionsbündnis Delmenhorst – auf dem Delmenhorster Marktplatz einen Jugendlichen mit einem sogenannten Totschläger an und verletzte ihn schwer am Kopf. Das Amtsgericht Delmenhorst verurteilte Müller, der sich von dem rechtsextremen Szeneanwalt Wolfram Nahrath verteidigen ließ, wegen gefährlicher Körperverletzung zu siebeneinhalb Monaten Freiheitsstrafe auf Bewährung.
Über das locker strukturierte Netzwerk Autonome Nationalisten gelang es Müller, Kontakte zu neonazistischen Kreisen im Ausland herzustellen. Fotos zeigen ihn zum Beispiel bei einem Besuch des rechtsextremen ukrainischen Bataillons Asow. Ein Tattoo, das er sich im Zusammenhang dieser Begegnung ins Bein stechen ließ, zitiert ein Motto des Nazi-Dichters Hans Baumann: „Rebellen haben Tod und Teufel zum Gesellen“. Nachdem die Autonomen Nationalisten an Bedeutung verloren hatten, schloss sich Mario Müller der Identitären Bewegung an und wurde ihr „militanter Arm“. Er war mitbeteiligt an der Gründung des identitären Projekts Kontrakultur, das ab Juni 2017 seinen Sitz in einem hallischen Haus hatte, das offiziell durch den Gründer der Stiftung Titurel in Schnellroda erworben worden war. Diese wiederum hat ihren Sitz auf einem Rittergut, auf dem der neurechte Verleger Götz Kubitschek mit seiner Familie lebt. Gekauft wurde seinerzeit das Haus in Halle (Saale) durch den AfD-Politiker Andreas Lichert. Neben dem Projekt Kontrakultur und anderen rechten Gruppierungen hatte sich auch zeitweise der sachsen-anhaltische AfD-Landtagsabgeordnete Hans-Thomas Tillschneider mit seinem Büro im Haus der Identitären Bewegung eingemietet. Während seiner Zeit bei der identitären Kontrakultur in Halle (S.) führte Müller eine Beziehung mit der Rechtsextremistin Melanie Schmitz, die ebenso wie er vom Verfassungsschutz beobachtet wird. Beide traten über mehrere Jahre hinweg als Gesichter der Identitären Bewegung in Halle (S.) und darüber hinaus auf.
Im Sommer 2017 beteiligte sich Müller an der Aktion „Defend Europe“, bei der Mitglieder der Identitären Bewegung das Schiff C Star mit dem Ziel charterten, Flüchtlinge daran zu hindern, über das Mittelmeer nach Europa zu kommen. Dazu wollten sie Rettungsmissionen von Nichtregierungsorganisationen, die Flüchtlinge aus Seenot retten, beobachten und stören. Ende 2017 griff er in der nördlichen Innenstadt von Halle (Saale) zwei Polizeibeamte in Zivil an. Das Landgericht Halle verurteilte ihn wegen gefährlicher Körperverletzung zu sechs Monaten Haft auf Bewährung. Im Oktober 2017 wollte Müller gemeinsam mit dem Rechtsextremisten Martin Sellner an einer Podiumsdiskussion im Rahmen einer Lesung des Antaiosverlages auf der Frankfurter Buchmesse teilnehmen. Zu diesem Zeitpunkt saß u. a. Björn Höcke bereits auf dem Podium und diskutierte mit den Autoren über das im Verlag Antaios erschienene Buch „Mit Linken leben“. Nachdem Götz Kubitschek sowohl Sellner als auch Müller angekündigt hatte, kam es im Publikum zu Tumulten. Laut Polizei waren um die 100 Antifa-Aktivisten vor Ort. Die Gruppe um Sellner und Müller reagierte mit Sprechchören wie „Jeder hasst die Antifa!“
2017 veröffentlichte Müller in Kubitscheks Antaios-Verlag das Buch „Kontrakultur“ als eine Art identitäres Nachschlagewerk, in dem er u. a. Leni Riefenstahl positiv bewertet.
Ab 2019 war Müller als Redakteur für das rechtsextreme Magazin Compact tätig. Im März 2020 fuhr Müller gemeinsam mit weiteren Mitgliedern der Identitären Bewegung nach Lesbos. Er und seine Begleiter gaben sich dabei als Reporter aus und behaupteten, im Rahmen der Flüchtlingskrise die Perspektive der einheimischen Bevölkerung in Form einer Reportage in den Fokus rücken zu wollen. Diversen Medienberichten zufolge wurde die Gruppe unmittelbar nach ihrer Ankunft von Antifaschisten angegriffen. Müllers Begleiter, der NPD-Politiker Jonathan Stumpf aus Mannheim, wurde dabei am Kopf verletzt.
Im Sommer 2023 unternahm Mario Müller mit anderen Teilnehmenden einen „Marsch zur Stedingsehre“, einer früheren nationalsozialistischen Kultstätte bei Bookholzberg. Begleitet wurde er dabei von Mitgliedern des neonazistisch ausgerichteten III. Wegs, der NPD/Die Heimat, deren Jugendorganisation Junge Nationalisten sowie von Anhängern der Identitären Bewegung und ehemaligen Jungen Alternativen. Der Marsch wurde von Recherche Nord u. a. durch Fotos dokumentiert.
Seit Juli 2022 ist Müller als wissenschaftlicher Mitarbeiter bei dem Bundestagsabgeordneten Jan Wenzel Schmidt (AfD) angestellt. Auf eine Anfrage der Tageszeitung taz vom März 2023 antwortete die Verwaltung des Deutschen Bundestages, Mario Müller sei weder im Besitz eines Bundestagsausweises noch dürfe er als Gast den Deutschen Bundestag betreten; er habe, was alle Liegenschaften des Deutschen Bundestages angeht, ein Hausverbot. Begründung dafür seien Müllers Vorstrafen.
Bei einem Treffen von Rechtsextremisten in der Potsdamer Villa Adlon im November 2023 soll Müller eine „wichtige Figur“ gewesen sein. Er soll die Antifa als „Hauptgegner der Rechten“ ausgemacht und darauf hingewiesen haben, dass er im Deutschen Bundestag Zugang „zu Informationen über Personen aus dieser Gruppe“ habe. Er berichtete über seine Strategie in der Auseinandersetzung mit der politischen Linken und soll sich zu Beginn seines Referats als „gewaltbereiter Neonazi“ vorgestellt haben. Er setze, was den Kampf gegen Linke angeht, auf „zwei Waffen: Gewalt und Medien“. So habe er zum Beispiel den Aufenthaltsort eines deutschen Antifa-Mitglieds in Polen an „polnische erlebnisorientierte Fußballkreise“ (vermutlich Hooligans) weitergegeben. Diese hätten darauf den Antifaschisten „sehr handfest und sportlich konfrontiert“, worauf dieser einen Nervenzusammenbruch erlitten habe. Seine Anwesenheit bei dem Treffen bestätigte Müller der Deutschen Presse-Agentur gegenüber, einzelne Vorwürfe bestritt er aber.

## Rezeption
Viele Medien, darunter das Nachrichtenmagazin Der Spiegel, der Stern, die Tageszeitungen Nordwest-Zeitung, Weserkurier und andere mehr, berichteten nach dem Potsdamer Rechtsextremisten-Treffen im November 2023 über Müller und dessen Vernetzung mit der neonazistischen und identitären Szene.
Am Tag der „szenischen Lesung“ der Correctiv-Enthüllungen im Berliner Ensemble widmeten die investigativen Correctiv-Journalisten Jean Peters, Gabriela Keller, Till Eckert, Anette Dowideit und Marcus Bensmann der Person Mario Müllers, der mehrfach und unter anderem wegen gefährlicher Körperverletzung vorbestraft ist, gesonderte Aufmerksamkeit. Müller erhielt Gelegenheit, zu jeder Aussage von Quellen, auf die sich Correctiv berief, Stellung zu nehmen. Er wies die vorgelegten Behauptungen nahezu ausnahmslos und teils „vehement zurück“. Müller hielt in der Villa Adlon einen Vortrag, in dem er zu Aussagen beispielsweise über die Person eines „deutschen Antifa-Aktivisten in Polen“ kam, der in dem Dresdner Linksextremismusprozess als Kronzeuge gegen die Angeklagte Lina E. eine „Schlüsselrolle“ gespielt hatte. Er habe einige Monate vor dessen Aussage vor Gericht seinen Aufenthaltsort verbreitet „und einen Schlägertrupp auf ihn angesetzt“, so Correctiv, dementierte dies aber Correctiv gegenüber. Er habe sich lediglich mit polnischen Journalisten über den Aufenthaltsort des Zeugen „ausgetauscht“. Der dadurch eingeschüchterte Zeuge befindet sich inzwischen in einem Zeugenschutzprogramm. Müller brüstete sich in seinem Vortrag „nicht nur mit der Attacke, sondern auch damit, den reichweitenstarken Kanal ‚Dokumentation Linksextremismus‘ auf der Plattform X zu betreiben, der geleakte Details über linke Akteure verbreitet und sie dort wie auf dem Präsentierteller preisgibt“. Bisher war über die Betreiber des Kanals nichts bekannt. Problematisch sei in diesem Zusammenhang, dass Müller beruflich an „sensible Informationen“ gelangt, die nicht jedem zugänglich sind, und sie nutzen könnte, „um politische Widersacher einzuschüchtern oder anzugreifen“. Allerdings sei nicht gesichert, ob Müller den X-Kanal, dem knapp „14.000 Nutzer“ folgen, „gemeinsam mit dem IT-Marketing-Fachmann Dorian Schubert“ tatsächlich verantworte, wie er in seinem Vortrag preisgab, später jedoch ebenfalls abstritt. In seinem Vortrag habe er „lange und stolz über seine Recherchen“ berichtet, die er mit seinen Mitstreitern auf dem Kanal präsentiere. Correctiv schildert einen Fall, in dem es scheine, als ließe sich der „Informationsfluss nachzeichnen“, der sich für Müller als ein Scoop erwies, mit dem er sich „auch auf dem Treffen der Rechtsextremen Ende November brüstete“. Diese Mitteilungen wurden zahlreich aufgegriffen, beispielsweise von Zeit Online, Focus, oder T-Online. Die Tagesschau hatte bereits im Vorfeld über Müller berichtet.
Der MDR griff die Mitteilungen über Mario Müller mit mehreren Beiträgen auf und veröffentlichte am 18. Januar das Interview mit einem Journalisten, der im Fall Lina E. recherchiert hatte. Für ihn sei Müller ein „alter Bekannter in der rechtsextremen Szene“ und „so etwas wie eine rechtsextreme Szenegröße“. Am selben Tag wurde in den mdr-Nachrichten berichtet.
Der Deutsche Bundestag nahm die Vorgänge zum Anlass für eine Aktuelle Stunde, in deren Rahmen Lars Klingbeil Mario Müller in seiner Funktion als Mitarbeiter eines Abgeordneten des Bundestages in Richtung der AfD-Fraktion als „gewaltbereite[n] Mitarbeiter Ihrer Bundestagsfraktion“ indirekt thematisierte.

## Veröffentlichungen (Auswahl)
- Kontrakultur. Verlag Antaios: Schnellroda, 2017. ISBN 978-3-944422-95-4